# Хронологія пілотованих космічних польотів (2000-ні)
Цей список містить перелік пілотованих польотів з 2000-го по 2009-й роки. 2000-ні — п'яте десятиліття польотів людини в космос. У цей період була розпочата повноцінна експлуатація Міжнародної космічної станції, почалася китайська космічна програма Шеньчжоу і відбулися перші комерційні польоти в космос.
- Червоним виділені невдалий запуск.
- Зеленим — суборбітальні польоти (зокрема польоти, які не зуміли вийти на розрахункову орбіту).

## 2000
| №   | Дата      | Корабель           | Екіпаж | Країна | Досягнення                                                                               | Тривалість                                                                 |
| --- | --------- | ------------------ | --- | ------ | ---------------------------------------------------------------------------------------- | -------------------------------------------------------------------------- |
| 212 | 11 лютого | «Індевор STS-99»   | Кевін Крегель, Домінік Ґорі, Гергард Тіле (Німеччина), Джанет Каванда, Дженіс Восс, Мамору Морі (Японія)              | США    | 97-й політ шаттла. 14-й політ «Індевора».                                                | 11 діб 5 годин 38 хвилин                                                   |
| 213 | 4 квітня  | «Союз ТМ-30»       | Сергій Зальотін, Олександр Калері                                                                                     | РФ     | 28-а і остання експедиція на станцію «Мир». Остання спроба продовжити життя станції.     | 72 доби 19 годин 52 хвилини                                                |
| 214 | 19 травня | «Атлантіс STS-101» | Джеймс Голселл, Скотт Горовітц, Сьюзен Гелмс, Юрій Усачов (РФ), Джеймс Шелтон Восс, Мері Вебер, Джеффрі Вільямс       | США    | 98-й політ шатла. 21-й політ «Атлантіса».                                                | 9 діб 20 годин 9 хвилин                                                    |
| 215 | 8 вересня | «Атлантіс STS-106» | Терренс Вілкатт, Скотт Олтман, Деніел Бьорбенк, Едвард Лу, Річард Мастраккіо, Юрій Маленченко (РФ) Борис Моруков (РФ) | США    | 99-й політ шатла. 22-й політ «Атлантіса».                                                | 11 діб 19 годин 11 хвилин                                                  |
| 216 | 11 жовтня | «Діскавері STS-92» | Брайан Даффі, Памела Мелрой, Лерой Чиао Вільям Макартур, Пітер Вайсофф, Майкл Лопес-Алегріа, Коїті Ваката (Японія)    | США    | 100-й (ювілейний) політ шатла. 28-й політ «Діскавері».                                   | 12 діб 21 година 43 хвилини                                                |
| 217 | 31 жовтня | «Союз ТМ-31»       | Юрій Гідзенко, Сергій Крикальов, Вільям Шеперд (США)                                                                  | РФ     | 1-й екіпаж МКС. Початок відліку постійного перебування космонавтів і астронавтів на МКС. | Корабель — 187 діб 3 години 17 хвилин Екіпаж — 140 діб 23 години 39 хвилин |
| 218 | 1 грудня  | «Індевор STS-97»   | Брент Джетт, Майкл Блумфілд, Джозеф Таннер, Марк Гарно (Канада), Карлос Норьєга                                       | США    | 101-й політ шатла. 15-й політ «Індевора».                                                | 10 діб 19 годин 58 хвилин                                                  |

Підсумки року
- Космонавтів РФ — 93 (+2 за рік); пілотованих польотів РФ — 89 (+2 за рік)
- Астронавтів США — 248 (+4 за рік); пілотованих польотів США — 129 (+5 за рік)
- Космонавтів інших країн — 56 (+1 за рік);
- Всього астронавтів і космонавтів — 397 (+7 за рік)
- Всього пілотованих польотів — 218 (+7 за рік)
- Рекорд тривалості польоту (Поляков) = 10505 годин 58 хвилин (437 діб 17 годин 58 хвилин)
- Рекорд сумарної тривалості перебування в космосі — Авдєєв (за три польоти) = 17942 години 12 хвилин (747 діб 14 годин 12 хвилин).

## 2001
| №   | Дата      | Корабель            | Екіпаж | Країна | Досягнення | Тривалість                                                                 |
| --- | --------- | ------------------- | --- | ------ | --- | -------------------------------------------------------------------------- |
| 219 | 7 лютого  | «Атлантіс STS-98»   | Кеннет Дейл Кокрелл, Марк Поланскі, Роберт Лі Кербім, Марша Сью Айвінс, Томас Джоунс                                               | США    | 102-й політ шатла. 23-й політ «Атлантіса». Доставка модуля «Дестіні» для МКС.                                                                                      | 12 діб 21 година 20 хвилин                                                 |
| 220 | 8 березня | «Діскавері STS-102» | Джеймс Везербі, Джеймс Келлі, Енді Томас, Пол Річардс, Джеймс Восс, Сьюзен Гелмс, Юрій Усачов (РФ)                                 | США    | 103-й політ шатла. 29-й політ «Діскавері». 400-а людина у космосі! Восс, Сьюзен Гелмс і Юрій Усачов — 2-й екіпаж МКС, повернулися на Землю на «Діскавері STS-105». | 12 діб 19 годин 49 хвилин 2-й екіпаж МКС — 167 діб 6 годин 41 хвилина      |
| 221 | 19 квітня | «Індевор STS-100»   | Кент Ромінджер, Джеффрі Ешбі, Кріс Гедфілд (Канада), Джон Філліпс, Скотт Паразінскі, Умберто Ґвідоні (Італія), Юрій Лончаков (РФ ) | США    | 104-й політ шатла. 16-й політ «Індевора». | 11 діб 21 година 30 хвилин                                                 |
| 222 | 28 квітня | «Союз ТМ-32»        | Талгат Мусабаєв, Юрій Батурін, Денніс Тіто (США)                                                                                   | РФ     | Експедиція відвідування МКС. Екіпаж повернувся на Землю на «Союзі ТМ-31». Тіто — перший комерційний турист.                                                        | Корабель — 125 діб 21 година 21 хвилина Екіпаж — 7 діб 22 години 4 хвилини |
| 223 | 12 липня  | «Атлантіс STS-104»  | Стівен Ліндсі, Чарлз Гобо, Майкл ҐернГардт, Джанет Лінн Каванді, Джеймс Райлі                                                      | США    | 105-й політ шатла. 24-й політ «Атлантіса». | 12 діб 18 годин 35 хвилин                                                  |
| 224 | 10 серпня | «Діскавері STS-105» | Скотт Горовітц, Фредерік Стеркоу, Патрік Форрестер, Даніель Баррі, Френк Калбертсон, Володимир Дєжуров (РФ), Михайло Тюрін (РФ)    | США    | 106-й політ шатла. 30-й політ «Діскавері». Калбертсон, Дєжуров, Тюрін — третій екіпаж МКС, повернулися на Землю на «Індеворі STS-108».                             | 11 діб 21 година 13 хвилин Третій екіпаж МКС — 128 діб 20 годин 45 хвилин  |
| 225 | 21 жовтня | «Союз ТМ-33»        | Віктор Афанасьєв, Костянтин Козєєв, Клоді Еньєре (Франція)                                                                         | РФ     | Експедиція відвідування МКС. Екіпаж повернувся на Землю на «Союзі ТМ-32».                                                                                          | Корабель — 195 діб 18 годин 52 хвилини Екіпаж — 9 діб 19 годин 59 хвилин   |
| 226 | 5 грудня  | «Індевор STS-108»   | Домінік Ґорі, Марк Едвард Келлі, Даніел Тані, Лінда Ґодвін, Юрій Онуфрієнко (РФ), Деніел Бурш, Карл Ервін Вальц                    | США    | 107-й політ шатла. 17-й політ «Індевора». Онуфрієнко, Берш, Вальц — 4-й екіпаж МКС, повернулися на Землю на «Індеворі STS-111».                                    | 11 діб 19 годин 36 хвилин 4-й екіпаж МКС — 195 діб 19 годин 39 хвилин      |

Підсумки року
- Космонавтів РФ — 96 (+3 за рік); пілотованих польотів РФ — 91 (+2 за рік)
- Астронавтів США — 257 (+9 за рік); пілотованих польотів США — 135 (+6 за рік)
- Космонавтів інших країн — 56 (+0 за рік)
- Всього астронавтів і космонавтів — 409 (+12 за рік)
- Всього пілотованих польотів — 226 (+8 за рік)
- Рекорд тривалості польоту (Поляков) = 10505 годин 58 хвилин (437 діб 17 годин 58 хвилин)
- Рекорд сумарної тривалості перебування в космосі — Авдєєв (за три польоти) = 17942 години 12 хвилин (747 діб 14 годин 12 хвилин).

## 2002
| №   | Дата         | Корабель             | Екіпаж | Країна | Досягнення | Тривалість                                                                 |
| --- | ------------ | -------------------- | --- | ------ | --- | -------------------------------------------------------------------------- |
| 227 | 1 березня    | «[[Колумбія STS-109» | Скотт Олтман, Двейн Кері, Джон Грансфелд, Джеймс Ньюман, Річард Ліннехан, Майкл Массіміно, Ненсі Керрі                         | США    | 108-й політ шатла. 27-й політ «Колумбії». Четверта експедиція обслуговування телескопа Габбл.                                                                                             | 10 діб 22 години 10 хвилин                                                 |
| 228 | 8 квітня     | «Атлантіс STS-110»   | Майкл Блумфілд, Стівен Фрік, Джеррі Росс, Стівен Сміт, Еллен Очоа, Лі Морін, Рекс Волхайм                                      | США    | 109-й політ шатла. 25-й політ «Атлантіса». Джеррі Росс першим здійснює сьомий космічний політ.                                                                                            | 10 діб 19 годин 43 хвилин                                                  |
| 229 | 25 квітня    | «Союз ТМ-34»         | Юрій Гідзенко, Роберто Вітторіо (Італія), Марк Шатлворт (ПАР)                                                                  | РФ     | Експедиція відвідування МКС. Екіпаж повернувся на Землю на «Союзі ТМ-33». Шатлворт — перший космонавт з Південної Африки і другий комерційний космонавт.                                  | Корабель — 198 діб 17 годин 37 хвилин Екіпаж — 9 діб 21 година 24 хвилини  |
| 230 | 5 червня     | «Індевор STS-111»    | Кеннет Кокрелл, Пол Локхарт, Франклін Чанг-Діаз, Філіп Перрен (Франція), Валерій Корзун (РФ), Пеггі Вітсон, Сергій Трещов (РФ) | США    | 110-й політ шатла. 18-й політ «Індевора». Франклін Чанг-Діаз другим здійснює сьомий космічний політ. Корзун, Вітсон, Трещов — 5-й екіпаж МКС, повернулися на Землю на «Індеворі STS-113». | 13 діб 20 годин 35 хвилин 5-й екіпаж МКС — 184 доби 22 години 14 хвилин    |
| 231 | 7 жовтня     | «Атлантіс STS-112»   | Джеффрі Ешбі, Памелла Мелрой, Девід Вулф, Пірс Селлерс, Сандра Магнус, Федір Юрчихін (РФ)                                      | США    | 111-й політ шатла. 26-й політ «Атлантіса». | 10 діб 19 годин 58 хвилин                                                  |
| 232 | 30 жовтня    | «Союз ТМА-1»         | Сергій Зальотін, Юрій Лончаков, Франк Де Вінне (Бельгія).                                                                      | РФ     | Експедиція відвідування МКС. Екіпаж повернувся на Землю на «Союзі ТМ-34». | Корабель — 185 діб 22 години 56 хвилин Екіпаж — 10 діб 20 годин 53 хвилини |
| 233 | 24 листопада | «Індевор STS-113»    | Джеймс Везербі, Пол Локхарт, Майкл Лопес-Алегрія, Джон Геррінгтон , Кеннет Баверсокс, Микола Бударін (РФ), Доналд Петтіт       | США    | 112-й політ шатла. 19-й політ «Індевора». Баверсокс, Бударін, Петтіт — 6-й екіпаж МКС, повернулися на Землю на «Союзі ТМА-1».                                                             | 13 діб 18 годин 47 хвилин 6-й екіпаж МКС — 161 доба 1 година 17 хвилин     |

Підсумки року
- Космонавтів РФ — 98 (+2 за рік); пілотованих польотів РФ — 93 (+2 за рік)
- Астронавтів США — 268 (+11 за рік); пілотованих польотів США — 140 (+5 за рік)
- Космонавтів інших країн — 60 (+4 за рік)
- Всього астронавтів і космонавтів — 426 (+17 за рік)
- Всього пілотованих польотів — 233 (+7 за рік)
- Рекорд тривалості польоту (Поляков) = 10505 годин 58 хвилин (437 діб 17 годин 58 хвилин)
- Рекорд сумарної тривалості перебування у космосі — Авдєєв (за три польоти) = 17942 години 12 хвилин (747 діб 14 годин 12 хвилин).

## 2003
| №   | Дата      | Корабель           | Екіпаж | Країна | Досягнення | Тривалість                                                   |
| --- | --------- | ------------------ | --- | ------ | --- | ------------------------------------------------------------ |
| 234 | 16 січня  | «Колумбія STS-107» | Рик Хасбанд, Вільям МакКул, Майкл Андерсон, Калпана Чавла, Девід Браун, Лорел Кларк, Ілан Рамон (Ізраїль) | США    | 113-й шатла. 28-й політ «Колумбії». Ілан Рамон — перший астронавт з Ізраїлю. При заході на посадку шатл «Колумбія» згорів у щільних шарах атмосфери. | 15 діб 22 години 21 хвилина                                  |
| 235 | 26 квітня | «Союз ТМА-2»       | Юрій Маленченко, Едвард Лу (США)                                                                          | РФ     | 7-й екіпаж МКС. Після загибелі «Колумбії» екіпажі на МКС прибувають на «Союзах».                                                                     | 184 доби 20 годин 9 хвилин                                   |
| 236 | 15 жовтня | «Шеньчжоу-5»       | Ян Лівей                                                                                                  | Китай  | Перший пілотований космічний політ Китаю. | 21 година 23 хвилини                                         |
| 237 | 18 жовтня | «Союз ТМА-3»       | Олександр Калері, Майкл Фоул (США), Педро Дуке (Іспанія)                                                  | РФ     | Фоул і Калері — 8-й екіпаж МКС. Дуке повернувся на Землю на «Союзі ТМА-2».                                                                           | 194 доби 18 годин 34 хвилини Дуке — 9 діб 18 годин 25 хвилин |

Підсумки року
- Загибель семи астронавтів на шатлі «Колумбія». Перший політ китайського космонавта.
- Космонавтів РФ — 98 (+0 за рік); пілотованих польотів РФ — 95 (+2 за рік)
- Астронавтів США — 271 (+3 за рік); пілотованих польотів США — 141 (+1 за рік)
- Космонавтів Китаю — 1 (+1 за рік); пілотованих польотів Китаю — 1 (+1 за рік)
- Космонавтів інших країн — 61 (+1 за рік)
- Всього астронавтів і космонавтів — 431 (+5 за рік)
- Всього пілотованих польотів — 237 (+ 4 за рік)
- Рекорд тривалості польоту (Поляков) = 10505 годин 58 хвилин (437 діб 17 годин 58 хвилин)
- Рекорд сумарної тривалості перебування у космосі — Авдєєв (за три польоти) = 17942 години 12 хвилин (747 діб 14 годин 12 хвилин).

## 2004
| №   | Дата       | Корабель           | Екіпаж                                                              | Країна | Досягнення                                                                                          | Тривалість                                                      |
| --- | ---------- | ------------------ | ------------------------------------------------------------------- | ------ | --------------------------------------------------------------------------------------------------- | --------------------------------------------------------------- |
| 238 | 19 квітня  | «Союз ТМА-4»       | Геннадій Падалка (РФ), Майкл Фінк (США), Андре Кейперс (Нідерланди) | РФ     | Падалка і Фінк — 9-й екіпаж МКС. Кейперс повернувся на Землю на «Союзіа ТМА-3».                     | 187 діб 21 годин 17 хвилин Кейперс — 10 діб 20 годин 53 хвилини |
| -   | 21 червня  | «SpaceShipOne 15P» | Майк Мелвил                                                         | США    | Суборбітальний політ. Перший приватний суборбітальний пілотований політ. Перший політ SpaceShipOne. | 24 хвилини                                                      |
| -   | 29 вересня | «SpaceShipOne 16P» | Майк Мелвил                                                         | США    | Суборбітальний політ. Другий політ SpaceShipOne. Перший політ у рамках Ansari X Prize               | 25 хвилин                                                       |
| -   | 14 жовтня  | «SpaceShipOne 17P» | Брайан Бінні                                                        | США    | Суборбітальний політ. Третій політ SpaceShipOne. Другий політ у рамках Ansari X Prize.              | 30 хвилин                                                       |
| 239 | 14 жовтня  | «Союз ТМА-5»       | Саліжан Шаріпов, Лерой Чиао (США), Юрій Шаргін                      | РФ     | Чиао і Шаріпов — 10-й екіпаж МКС. Шаргін повернувся на Землю на «Союзі ТМА-4».                      | 192 доби 19 годин 2 хвилини Шаргін — 9 діб 21 година 30 хвилин  |

Підсумки року
- Перший рік комерційних пілотованих польотів (3 суборбітальні польоти).
- Космонавтів РФ — 99 (+1 за рік); пілотованих польотів РФ — 97 (+2 за рік)
- Астронавтів США — 272 (+1 за рік); пілотованих польотів США — 141 (+0 за рік)
- Космонавтів Китаю — 1 (+0 за рік); пілотованих польотів Китаю — 1 (+0 за рік)
- Космонавтів інших країн — 62 (+1 за рік)
- Всього астронавтів і космонавтів — 434 (+3 за рік)
- Всього пілотованих польотів — 239 (+ 2 за рік)
- Рекорд тривалості польоту (Поляков) = 10505 годин 58 хвилин (437 діб 17 годин 58 хвилин)
- Рекорд сумарної тривалості перебування в космосі — Авдєєв (за три польоти) = 17942 години 12 хвилин (747 діб 14 годин 12 хвилин).

## 2005
| №   | Дата      | Корабель            | Екіпаж | Країна | Досягнення | Тривалість                                                      |
| --- | --------- | ------------------- | --- | ------ | --- | --------------------------------------------------------------- |
| 240 | 15 квітня | «Союз ТМА-6»        | Сергій Крикальов, Джон Філліпс (США), Роберто Вітторіо (Італія)                                               | РФ     | Крикальов і Філліпс — 11-й екіпаж МКС. Вітторі повернувся на Землю на «Союзі ТМА-5».                              | 179 діб 0 годин 23 хвилини Вітторі — 9 діб 21 година 21 хвилина |
| 241 | 26 липня  | «Діскавері STS-114» | Айлін Коллінз, Джеймс Келлі, Стефен Робінсон, Енді Томас, Венді Лоуренс, Чарлз Камарда, Соїті Ногуті (Японія) | США    | 114-й політ шатла. 31-й політ «Діскавері». Поновлення польотів шатлів через два роки після катастрофи «Колумбії». | 13 діб 21 година 33 хвилини                                     |
| 242 | 1 жовтня  | «Союз ТМА-7»        | Валерій Токарєв, Вільям Макартур (США), Грегорі Олсен (США)                                                   | РФ     | Макартур і Токарєв — 12-й екіпаж МКС. Олсен повернувся на Землю на «Союзі ТМА-6».                                 | 189 діб 19 годин 53 хвилини Олсен — 9 діб 21 година 13 хвилин   |
| 243 | 12 жовтня | «Шеньчжоу-6»        | Фей Цзюньлун, Без Хайшен                                                                                      | Китай  | Другий пілотований політ Китаю. Політ першого китайського екіпажу.                                                | 4 доби 19 годин 32 хвилини                                      |

Підсумки року
- Космонавтів РФ — 99.0 за рік); пілотованих польотів РФ — 99 (+2 за рік)
- Астронавтів США — 274 (+2 за рік); пілотованих польотів США — 142 (+1 за рік)
- Космонавтів Китаю — 3 (+2 за рік); пілотованих польотів Китаю — 2 (+1 за рік)
- Космонавтів інших країн — 63 (+1 за рік)
- Всього астронавтів і космонавтів — 439 (+5 за рік)
- Всього пілотованих польотів — 243 (+ 4 за рік)
- Рекорд тривалості польоту (Поляков) = 10505 годин 58 хвилин (437 діб 17 годин 58 хвилин)
- Рекорд сумарної тривалості перебування у космосі — Крикальов (за шість польотів) = 19281 година 39 хвилин (803 доби 9 годин 39 хвилин).

## 2006
| №   | Дата       | Корабель            | Екіпаж | Країна | Досягнення | Тривалість                                                       |
| --- | ---------- | ------------------- | --- | ------ | --- | ---------------------------------------------------------------- |
| 244 | 30 березня | «Союз ТМА-8»        | Павло Виноградов, Джеффрі Вільямс (США), Маркуш Понтеш (Бразилія)                                                              | РФ     | Виноградов і Вільямс — тринадцятий екіпаж МКС. Понтеш — перший космонавт Бразилії, повернувся на Землю на «Союзі ТМА-7».                        | 182 доби 22 години 43 хвилини Понтеш — 9 діб 21 година 17 хвилин |
| 245 | 4 липня    | «Діскавері STS-121» | Стівен Ліндсі, Марк Келлі, Майкл Фоссум, Пірс Селлерс, Ліза Новак, Стефані Вілсон, Томас Райтер (Німеччина)                    | США    | 115-й політ шатла. 32-й політ «Діскавері». Другий політ за програмою «Відновлення польотів». Томас Райтер залишився на станції у складі МКС-13. | 12 діб 18 годин 36 хвилин                                        |
| 246 | 9 вересня  | «Атлантіс STS-115»  | Брент Джетт, Крістофер Фергюсон, Джозеф Таннер, Деніел Бьорбенк, Гайдемарі Стефанишин-Пайпер, Стівен МакЛейн (Канада)          | США    | 116-й політ шатла. 27-й політ «Атлантіса». Відновлення будівництва МКС.                                                                         | 11 діб 19 годин 7 хвилин                                         |
| 247 | 18 вересня | «Союз ТМА-9»        | Михайло Тюрін, Майкл Лопес-Алегрія (США), Ануше Ансарі (США)                                                                   | РФ     | Лопес-Алегрія і Тюрін — 14-й екіпаж МКС. Ансарі — перша космічна туристка, повернулася на Землю на «Союзі ТМА-8».                               | 215 діб 8 годин 23 хвилини Ансарі — 10 діб 21 година 5 хвилин    |
| 248 | 10 грудня  | «Діскавері STS-116» | Марк Поланські, Вільям Офілейном, Роберт Кербім, Ніколас Патрік, Джоан Хіггінботам, Крістер Фуглесанг (Швеція), Суніта Вільямс | США    | 117-й політ шатла. 33-й політ «Діскавері». Суніта Вільямс залишилася на станції у складі МКС-14, на Землю повернувся Томас Райтер.              | 12 діб 20 годин 44 хвилини Райтер — 171 доба 3 години 54 хвилини |

Підсумки року
- Космонавтів РФ — 99 (+0 за рік); пілотованих польотів РФ — 101 (+2 за рік)
- Астронавтів США — 284 (+10 за рік); пілотованих польотів США — 145 (+3 за рік)
- Космонавтів Китаю — 3 (+0 за рік); пілотованих польотів Китаю — 2 (+0 за рік)
- Космонавтів інших країн — 65 (+2 за рік)
- Всього астронавтів і космонавтів — 451 (+12 за рік)
- Всього пілотованих польотів — 248 (+ 5 за рік)
- Рекорд тривалості польоту (Поляков) = 10505 годин 58 хвилин (437 діб 17 годин 58 хвилин)
- Рекорд сумарної тривалості перебування у космосі — Крикальов (за шість польотів) = 19281 година 39 хвилин (803 доби 9 годин 39 хвилин).

## 2007
| №   | Дата      | Корабель            | Екіпаж | Країна | Досягнення | Тривалість                                                                  |
| --- | --------- | ------------------- | --- | ------ | --- | --------------------------------------------------------------------------- |
| 249 | 7 квітня  | «Союз ТМА-10»       | Федір Юрчихін, Олег Котов, Чарльз Сімоні (США) / (Угорщина)                                                        | РФ     | Юрчихін і Котов — 15-й екіпаж МКС. Котов — 100-й космонавт РФ. Сімоні — п'ятий космічний турист. Сімоні повернувся на Землю на «Союзі ТМА-9».                                                                                         | 196 діб 17 годин 5 хвилин Сімоні — 12 діб 19 годин 59 хвилин                |
| 250 | 8 червня  | «Атлантіс STS-117»  | Фредерік Стеркоу, Лі Аршамбо, Джеймс Райлі, Стівен Свенсон, Патрік Форрестер, Джон Олівас, Клейтон Андерсон        | США    | 118-й політ шатла. 28-й політ «Атлантіса». Продовження будівництва Міжнародної космічної станції і часткова заміна екіпажу МКС. Клейтон Андерсон замінив Суніту Вільямс в екіпажі МКС-15, повернувся на Землю на «Дискавері STS-120». | 13 діб 20 годин 12 хвилин Суніта Вільямс 194 доби 18 годин 03 хвилини       |
| 251 | 8 серпня  | «Індевор STS-118»   | Скотт Келлі, Чарлз Гобо, Давид Вільямс (Канада), Барбара Морган, Річард Мастраккіо, Трейсі Колдуелл, Бенджамін Дрю | США    | 119-й політ шатла. 20-й політ «Індевор». Продовження будівництва Міжнародної космічної станції. | 12 діб 17 годин 55 хвилин                                                   |
| 252 | 10 жовтня | «Союз ТМА-11»       | Юрій Маленченко, Пеггі Вітсон (США), Шейх Музафар Шукор (Малайзія)                                                 | РФ     | Маленченко і Вітсон — 16-й екіпаж МКС. Шейх Музафар Шукор — перший космонавт Малайзії, повернувся на Землю на «Союзі ТМА-10». | 191 доба 19 годин 13 хвилин Шейх Музафар Шукор — 10 діб 21 година 14 хвилин |
| 253 | 23 жовтня | «Діскавері STS-120» | Памела Мелрой, Джордж Замка, Скотт Паразинські, Дуглас Вілок, Стефані Вілсон, Паоло Несполі (Італія), Деніел Тані  | США    | 120-й політ шатла. 34-й політ «Діскавері». Деніел Тані залишився на станції у складі МКС-16. Замість нього на Землю повернувся Клейтон Андерсон.                                                                                      | 15 діб 2 години 23 хвилини Клейтон Андерсон 151 доба 18 годин 24 хвилини    |

Підсумки року
- Космонавтів РФ — 100 (+1 за рік); пілотованих польотів РФ — 103 (+2 за рік)
- Астронавтів США — 294 (+10 за рік); пілотованих польотів США — 148 (+3 за рік)
- Космонавтів Китаю — 3 (+0 за рік); пілотованих польотів Китаю — 2 (+0 за рік)
- Космонавтів інших країн — 67 (+2 за рік)
- Всього астронавтів і космонавтів — 464 (+13 за рік)
- Всього пілотованих польотів — 253 (+ 5 за рік)
- Рекорд тривалості польоту (Поляков) = 10505 годин 58 хвилин (437 діб 17 годин 58 хвилин)
- Рекорд сумарної тривалості перебування у космосі — Крикальов (за шість польотів) = 19281 година 39 хвилин (803 доби 9 годин 39 хвилин).

## 2008
| №   | Дата         | Корабель            | Екіпаж | Країна | Досягнення | Тривалість                           |
| --- | ------------ | ------------------- | --- | ------ | --- | ------------------------------------ |
| 254 | 7 лютого     | «Атлантіс STS-122»  | Стівен Фрік, Алан Пойндекстер, Рекс Волхайм, Стенлі Лав, Леланд Мелвін, Ханс Шлегель (Німеччина), Леопольд Ейартц (Франція) | США    | 121-й політ шатла. 29-й політ «Атлантіс». Продовження будівництва Міжнародної космічної станції. | 12 діб 18 годин 22 хвилини           |
| 255 | 11 березня   | «Індевор STS-123»   | Домінік Горі, Грегорі Джонсон, Річард Ліннехан, Роберт Бенкен, Майкл Форман, Такао Дої (Японія), Гарретт Райзман            | США    | 122-й політ шатла. 21-й політ «Індевор». Продовження будівництва Міжнародної космічної станції і часткова заміна екіпажу МКС. Гаррет Райзман замінив Леопольда Ейартца в екіпажі МКС-16. 300-й американський астронавт на орбіті | 15 діб 18 годин 10 хвилин            |
| 256 | 8 квітня     | «Союз ТМА-12»       | Сергій Волков, Олег Кононенко, Лі Со Ен (Йі Сойон) (Південна Корея)                                                         | РФ     | Волков і Кононенко — 17-й екіпаж МКС. Повернувся на Землю Річард Герріот. | 198 діб 16 годин 20 хвилин           |
| 257 | 31 травня    | «Діскавері STS-124» | Марк Келлі, Кеннет Хем, Карен Ніберг, Рональд Гаран, Майкл Фоссум, Акіхіко Хосіде (Японія), Грегорі Шамітофф                | США    | 123-й політ шатла. 35-й політ «Діскавері». Грег Шамітофф залишився на станції у складі МКС-17. На Землю повернувся Гаррет Райзман.                                                                                               | 13 діб 18 годин 14 хвилин            |
| 258 | 25 вересня   | «Шеньчжоу-7»        | Чжай Чжиган, Цзян Хайпен, Лю Бомін                                                                                          | Китай  | Третій пілотований політ Китаю. Вперше екіпаж з трьох чоловік. Перший вихід у відкритий космос китайського космонавта. | 2 доби 20 годин 27 хвилин            |
| 259 | 12 жовтня    | «Союз ТМА-13»       | Юрій Лончаков, Майкл Фінк, Річард Герріот                                                                                   | РФ     | Лончаков і Фінк — 18-й екіпаж МКС. Чарльз Сімоні повернувся на Землю. | 178 діб 00 годин 13 хвилин           |
| 260 | 15 листопада | «Індевор STS-126»   | Крістофер Фергюсон, Ерік Боу, Стівен Бовен, Гайдемарі Стефанишин-Пайпер, Доналд Петтіт, Роберт Кімбро, Сандра Магнус        | США    | 124-й політ шатла. 22-й політ «Індевор». Продовження будівництва Міжнародної космічної станції і часткова заміна екіпажу МКС. Сандра Магнус замінила Грега Шамітова в екіпажі МКС-18.                                            | 15 діб 20 годин 30 хвилин 34 секунди |

Підсумки року
- Космонавтів РФ — 102 (+2 за рік); пілотованих польотів РФ — 105 (+2 за рік)
- Астронавтів США — 309 (+15 за рік); пілотованих польотів США — 152 (+4 за рік)
- Космонавтів Китаю — 6 (+3 за рік); пілотованих польотів Китаю — 3 (+1 за рік)
- Космонавтів інших країн — 69 (+2 за рік)
- Всього астронавтів і космонавтів — 486 (+22 за рік)
- Всього пілотованих польотів — 260 (+ 7 за рік)
- Рекорд тривалості польоту (Поляков) = 10505 годин 58 хвилин (437 діб 17 годин 58 хвилин)
- Рекорд сумарної тривалості перебування в космосі — Крикальов (за шість польотів) = 19281 година 39 хвилин (803 доби 9 годин 39 хвилин).

## 2009
| №   | Дата         | Корабель            | Екіпаж | Країна | Досягнення | Тривалість                  |
| --- | ------------ | ------------------- | --- | ------ | --- | --------------------------- |
| 261 | 15 березня   | «Діскавері STS-119» | Лі Аршамбо, Тоні Антонеллі, Джон Філліпс, Стів Свенсон, Джозеф Акаба, Річард Арнольд, Коїті Ваката (Японія)          | США    | 125-й політ шатла. 36-й політ «Діскавері». Продовження будівництва Міжнародної космічної станції. Сандра Магнус повернулася на Землю, Коїті Ваката змінив її в екіпажі МКС-18 | 12 діб 19 годин 29 хвилин   |
| 262 | 26 березня   | «Союз ТМА-14»       | Геннадій Падалка, Майкл Барратт (США), Чарльз Сімоні (США)                                                           | РФ     | МКС-19. Доставка на МКС сьомого космічного туриста (Чарльза Сімоні, повернувся на Союз ТМА-13). Повернення з орбіти Гі Лаліберте — восьмого космічного туриста.               | 198 діб 16 годин 42 хвилини |
| 263 | 11 травня    | «Атлантіс STS-125»  | Скотт Олтман, Грегорі К. Джонсон, Майкл Гуд, Кетрін Макартур, Джон Грансфелд, Майкл Массіміно, Ендрю Ф'юстел         | США    | 126-й політ шатла. 30-й політ «Атлантіс». П'ятий політ до телескопа «Габбл»                                                                                                   | 12 діб 21 година 37 хвилин  |
| 264 | 27 травня    | «Союз ТМА-15»       | Роман Романенко, Франк Де Вінне (Бельгія), Роберт Тьорск (Канада)                                                    | РФ     | МКС-20 | 187 діб 20 годин 40 хвилин  |
| 265 | 15 липня     | «Індевор STS-127»   | Марк Поланскі, Даглас Херлі, Девід Вулф, Жюлі Пейет (Канада ), Крістофер Кессіді, Томас Маршберн, Тімоті Копра       | США    | 127-й політ шатла. Двадцять третій політ «Індевор». Продовження будівництва Міжнародної космічної станції. Тімоті Копра змінив Коїті Вакату у складі МКС-20                   | 15 діб 16 годин 44 хвилини  |
| 266 | 29 серпня    | «Діскавері STS-128» | Фредерік Стеркоу, Кевін Форд, Патрік Форрестер, Джон Олівас, Хосе Ернандес, Крістер Фуглесанг (Швеція), Ніколь Стотт | США    | 128-й політ шатла. 37-й політ «Діскавері». 500-а людина у космосі! Продовження будівництва Міжнародної космічної станції. Ніколь Стотт змінила Тімоті Копра у складі МКС-20   | 13 діб 20 годин 53 хвилини  |
| 267 | 30 вересня   | «Союз ТМА-16»       | Максим Сураєв, Джеффрі Вільямс (США), Гі Лаліберте (Канада)                                                          | РФ     | МКС-21. Восьмий космічний турист — Гі Лаліберте. | 169 діб 4 години 9 хвилин   |
| 268 | 16 листопада | «Атлантіс STS-129»  | Чарльз Хобо, Баррі Вілмор, Майкл Форман, Роберт Сетчер, Рендольф Брезник, Леланд Мелвін                              | США    | 129-й політ шатла. 31-й політ «Атлантіс». Продовження будівництва Міжнародної космічної станції. Ніколь Стотт повернулася на Землю.                                           | 10 діб 19 годин 16 хвилин   |
| 269 | 20 грудня    | «Союз ТМА-17»       | Олег Котов, Тімоті Крімер (США), Соїті Ногуті (Японія)                                                               | РФ     | МКС-22 | 163 доби 5 годин 32 хвилини |

Підсумки року
- Космонавтів РФ — 104 (+2 за рік); пілотованих польотів РФ — 109 (+4 за рік)
- Астронавтів США — 328 (+19 за рік); пілотованих польотів США — 157 (+5 за рік)
- Космонавтів Китаю — 6 (+0 за рік); пілотованих польотів Китаю — 3 (+0 за рік)
- Космонавтів інших країн — 70 (+1 за рік)
- Всього астронавтів і космонавтів — 508 (+22 за рік)
- Всього пілотованих польотів — 269 (+9 за рік)
- Рекорд тривалості польоту (Поляков) = 10505 годин 58 хвилин (437 діб 17 годин 58 хвилин)
- Рекорд сумарної тривалості перебування у космосі — Крикалев (за шість польотів) = 19281 година 39 хвилин (803 доби 9 годин 39 хвилин).